# Gary Tanaka
Gary A. Tanaka (* 23. Juni 1943, in Hunt, Idaho) ist ein japanisch-US-amerikanischer Kaufmann, Sportler und Philanthrop, der 1979 zusammen mit Alberto Vilar die Beteiligungsgesellschaft Amerindo Investment Advisors gründete.

## Biografie
Tanaka wurde während des Zweiten Weltkriegs im Minidoka-Konzentrationslager in Idaho geboren. Er absolvierte das Massachusetts Institute of Technology und erwarb dann einen Doktor-Grad am Imperial College London im Vereinigten Königreich mit einer Dissertation über die Mathematik des Übergangs von laminarer zur turbulenter Strömung in einem Fluid über einer festen Oberfläche. Er lebt in London mit seiner Frau und zwei Kindern in einem Haus, das in Kriegszeiten einst Hauptquartier von Dwight D. Eisenhower gewesen war. Tanaka hat zwei erwachsene Söhne, Mark Tanaka, der auch als Fondsmanager tätig ist (zuletzt von Sanno Point Capital Management) und Michael Tanaka, einen namhafter Geschäftsmann mit Sitz in Großbritannien.
Tanaka wurde wohl insbesondere durch seine Spende von 27 Millionen £ (ca. 40 Mill. Euro) an das Imperial College bekannt, die er im Jahr 2004 für den Bau des zunächst nach ihm selbst benannten Tanaka-Gebäudes spendete, das von dem internationalen Architektur-, Planungs- und Design-Studio Foster and Partners entwickelt wurde. Das Gebäude beherbergt die Imperial College Business School und vereint Einrichtungen der Business School mit einem neuen Haupteingang zum College. Infolge der Ermittlungen gegen Vilar und Tanaka wurde die Schule im August 2008 von Tanaka Business School zu Imperial College Business School umbenannt. 
Im Jahr 2008 wurde er in New York wegen eines Betrugs in Höhe von 20 Millionen Dollar gegen Kunden der Investmentgesellschaft Amerindo, die er zusammen mit Alberto Vilar leitete, angeklagt. Im November 2008 wurde er der Verschwörung, des Wertpapierbetrugs und des Betrugs mit Anlageberatern für schuldig befunden und Anfang 2010 zu fünf Jahren Gefängnis verurteilt. Das Urteil wurde 2014 auf sechs Jahre verlängert.

## Gestüt mit Rennpferden
Tanaka besitzt außerdem ein Gestüt Rennpferde. Seine Pferde haben große Rennen in Europa, Nordamerika gewonnen und zusätzlich prestigeträchtige in Asien, insbesondere die Hong Kong Mile und den Singapore Airlines International Cup. Der Erfolg seines Gestüts ist zu einem Gutteil seinem Gespür zu verdanken, ausländische Vollblüter von guter Qualität zu entdecken und in die USA zu transferieren, wo sie für größere Gewinnsummen laufen können. Viele Rennen werden andernorts auf Grasbahnen abgehalten, während Rennen in den USA in der Regel auf Aschenbahnen durchgeführt werden. Nicht alle Pferde schaffen die Umstellung, aber Tanaka und seine Trainer haben dies in vielen bedeutenden Fällen erfolgreich durchgeführt. Wichtige weitere Informationen über Tanakas Gestüt sind in der Titelgeschichte von The Bloodhorse in der Ausgabe vom 29. März 2008 aufgeführt. 2007 gewann sein Pferd Pressing mit Neil Callan im Sattel den Premio Roma.